# Papuaphiloscia bougainvillei
Papuaphiloscia bougainvillei är en kräftdjursart som beskrevs av Albert Vandel1973. Papuaphiloscia bougainvillei ingår i släktet Papuaphiloscia och familjen Philosciidae. Inga underarter finns listade i Catalogue of Life.